# Hans Steiger (Schultheiss)

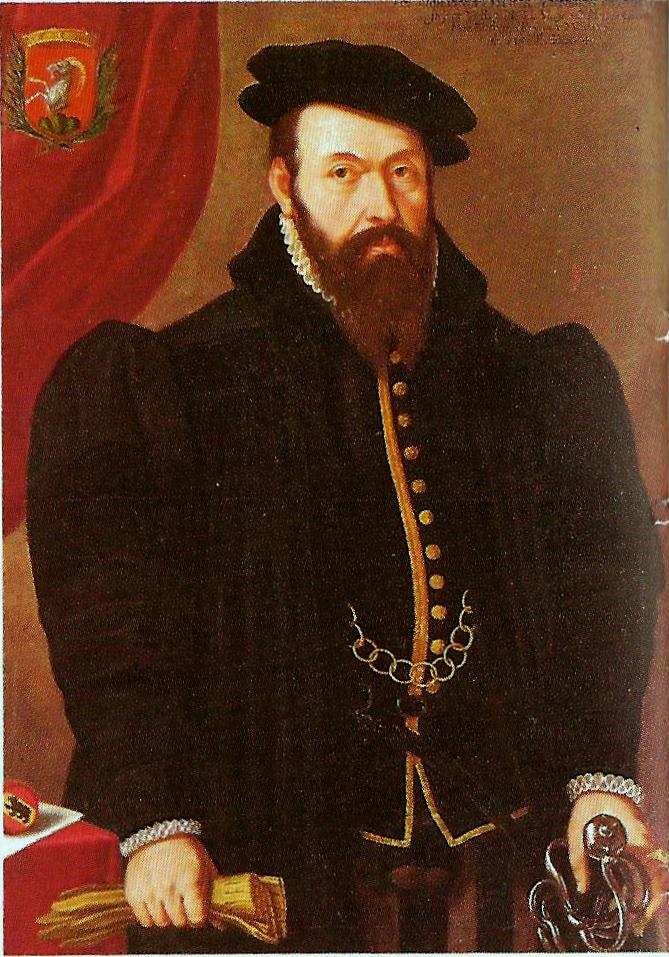
Porträt Hans Steiger (1568)

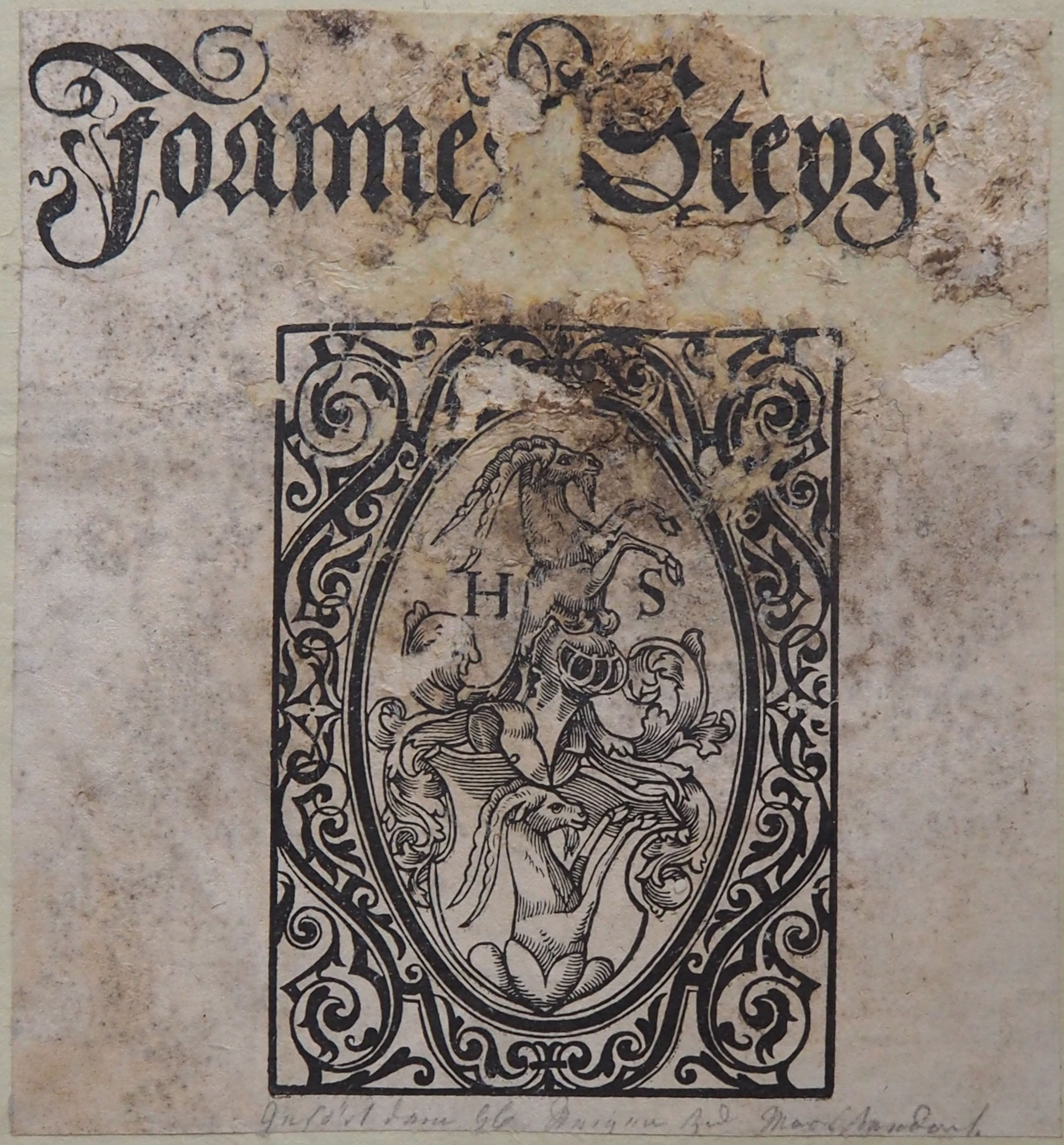
Ex libris für Hans Steiger (um 1560)

Hans Steiger (* 1518 in Bern; † 10. Februar 1581 ebenda) war ein Grossrat, Landvogt, Venner, Seckelmeister, Gesandter und Schultheiss von Bern.

## Leben
Hans Steiger wurde als Sohn des Berner Ratsherrn Bartlome Steiger und seiner Frau Barbara Salome Thormann geboren. Ab 1538 sass er bereits im bernischen Grossen Rat. Er war von 1539 bis 1544 Landvogt von Nyon, ab 1545 Mitglied des Kleinen Rates, 1546 bis 1547 Landvogt von Nidau, 1547 bis 1548 Venner zu Gerwern, 1548 bis 1562 Welschseckelmeister und ab 1562 bis 1580 abwechslungsweise Schultheiss von Bern (bis 1564, 1566–1568, 1570–1572, 1574–1576 und 1578–1580).
Steiger wurde zudem oft mit Gesandtschaften betraut, u. a. nach Lausanne 1545, nach Münster 1547 und 1564 nach Nyon bezüglich der Rückgabe der Vogteien Gex, Thonon und Ternier durch Bern an Savoyen. 1569 wurde er erster Feldoberst der bernischen Truppen.
Steiger kaufte 1536 von Ludwig von Diesbach einen Teil des unteren Hauses an der Junkerngasse und übernahm 1544 den anderen Teil von seinem Stiefvater Martin Zulauf, das heutige Beatrice-von-Wattenwyl-Haus. Er besass weiter die Freiherrschaft Rolle ab 1558, die Herrschaften Mont-le-Grand ab 1553, Mont-le-Vieux, Bière, Begnins, Sépey, Rosey, Mollens, kurz auch Oron ab 1555 und Palézieux. Er war ab 1559 Mitherr und später alleiniger Inhaber der Herrschaft Münsingen, wozu auch die Nachbardörfer Niederwichtrach und Ursellen gehörten. 1560 erwarb er Beitenwil, 1574 Schloss Allaman bei Rolle. 1578 erhielt er von seinem Schwiegervater Hans Franz Nägeli die restlichen Anteile von Münsingen und Schloss Ursellen.

## Familie
1537 heiratete Steiger Barbara Willading, eine Tochter des Konrad Willading und Schwester des Kaspar Willading. Aus dieser fast dreissigjährigen Ehe ging nur ein Sohn, Samuel Steiger (* 1552), hervor. 1567 ging er mit 49 Jahren eine zweite Ehe mit Magdalena Nägeli, der 17-jährigen Tochter des Hans Franz Nägeli, ein. Sie hatten zusammen acht Kinder:
- Johannes Steiger (1568–?)
- Johannes Franz Steiger (1569–?)
- Barbara Steiger (1570–1598 oder 1600), verheiratet mit Petermann von Wattenwyl
- Magdalena Steiger (1572–?), verheiratet mit Niklaus Leuw
- Johannes Steiger (1573–1621), Vogt, Ratsherr und Offizier, verheiratet mit Margaretha Tscharner
- Georg Steiger (1575–1611), Offizier, verheiratet mit Katharina Elisabeth von Gingins
- Daniel Steiger (1576–?)
- Salome Steiger (1579–?), verheiratet mit Franz Ludwig von Erlach